# Georges Jourdain
Louis, Charlemagne dit Georges Jourdain est un homme politique français né le 3 février 1865 à Longpré-les-Corps-Saints (Somme) et décédé le 8 décembre 1946.

## Biographie
Professeur d'agriculture, puis directeur des services agricoles de la Somme, il écrit dans de nombreux journaux agricoles. Il est député de la Somme de 1924 à 1928, siégeant au groupe de la Gauche radicale. Il fut battu aux élections législatives de 1928 par Jean Masse, maire de Corbie, candidat de l'Alliance démocratique, parti de centre droit.

## Sources
- « Georges Jourdain », dans le Dictionnaire des parlementaires français (1889-1940), sous la direction de Jean Jolly, PUF, 1960 [détail de l’édition]